# Československé textilní závody
Československé textilní závody, národní podnik byl ústřední orgán, který měl formu národního podniku; sídlil na adrese Praha I, Na Poříčí 24/26.

## Vznik Ústředních orgánů
Dne 9. listopadu 1948 byla v deníku Rudé právo zveřejněna informace, že v Československu bylo základních hospodářských 16 oborů, které dostaly v rámci Dvouletého hospodářského plánu úkoly pro období let 1947 a 1948. Počet oborů se postupně zvýšil na 25 jednotek. V čele každého oboru stál Ústřední orgán, který měl funkci direktivní, ale také ekonomickou, protože se spolupodílel na finančních operacích podřízených národních podniků.
Ústřední orgány byly podřízeny jednotlivým ministerstvům.

## Vznik a zřízení Československých textilních závodů
- 16. listopad 1945 je den vzniku národního podniku[1]
- 7. březen 1946 je den zřízení národního podniku (listinou ministra průmyslu čj. 284/1946 podle rozhodnutí vlády ze dne 16. 11. 1945)[1]
- 15. červenec 1952 je den zápisu národního podniku do obchodního rejstříku[1]

## Ústřední orgán Československé textilní závody
Ústřední orgán Československé textilní závody řídil tyto národní podniky:
- SDRUŽENÉ BAVLNÁŘSKÉ ZÁVODY, Praha II, Klimentská 30
- PŘÁDELNY A TKALCOVNY BAVLNY, Jaroměř
- VÝCHODOČESKÉ BAVLNÁŘSKÉ ZÁVODY, Náchod, Náměstí 74
- SPOJENÉ ČESKÉ A MORAVSKÉ BAVLNÁŘSKÉ ZÁVODY, Ústí nad Orlicí, Masarykovo náměstí 64
- POJIZERSKÉ BAVLNÁŘSKÉ ZÁVODY, Semily 3
- SLEZSKÉ BAVLNÁŘSKÉ ZÁVODY, Frýdek, Na příkopě 700
- TKALCOVNY HEDVÁBÍ, Praha I, Masarykovo nábřeží 2
- TOVÁRNY NA SAMETY A PLYŠE, Varnsdorf IV., č. p. 498
- RICO, TOVÁRNY NY VATY A OBVAZOVÉHO ZBOŽÍ, Praha II, Poříč 9
- TOVÁRNY KRAJEK A TYLU, Letovice, ul. Rudé armády 20
- TOVÁRNY STUH A PRÝMKŮ, Krnov, Hlubčická 8-10
- ČESKÉ LNÁŘSKÉ TEXTILNÍ ZÁVODY, Trutnov, Mostecká 6
- MORAVSKO-SLEZSKÉ LNÁŘSKÉ ZÁVODY, Šumperk, Opavská 1
- TKALCOVNY A ÚPRAVNY JEMNÉHO LNU, Frývaldov
- SPOJENÉ TOVÁRNY JEMNÝCH A TECHNICKÝCH TKANIN, Lomnice nad Popelkou
- JUTA, TOVÁRNY JUTY A KONOPÍ, Praha II, Štěpánská 34
- PŘÁDELNY VLNY, Praha II, Vodičkova 41
- ČESKÉ VLNAŘSKÉ ZÁVODY, Liberec, Stalinova 18
- MORAVSKO-SLEZSKÉ VLNAŘSKÉ ZÁVODY, Brno, Kijevská 5
- VLNAŘSKÉ ZÁVODY A FEZÁRNY, Strakonice, Palackého náměstí 87
- TOVÁRNY KOBERCŮ A NÁBYTKOVÝCH LÁTEK, Vratislavice nad Nisou
- TOVÁRNY JEMNÝCH PUNČOCH, Varnsdorf
- TOVÁRNY STÁVKOVÉHO ZBOŽÍ, Aš, Masarykova třída 45
- PLETAŘSKÉ ZÁVODY, Havlíčkův Brod, Havířská 144
- TEXTILNÍ TISKÁRNY, ÚPRAVNY A BAREVNY, Dvůr Králové nad Labem, ul. Spojených národů 857
- ODĚVNÍ PRŮMYSL, Prostějov, Sladkovského 14
- TONAK, TOVÁRNY NA KLOBOUKY, Nový Jičín, Zborovská 65
- MORAVSKO-SLEZSKÉ PLETAŘSKÉ ZÁVODY, Příbor
- SLOVENA, SLOVENSKÉ VLNÁRSKÉ ZÁVODY, Žilina
- SLOVENSKÉ BAVLNÁRSKÉ ZÁVODY, Ružomberok

## Výmaz z obchodního rejstříku
Dne 5. února 2014 byly Československé textilní závody, národní podnik, Praha I, Na Poříčí 24/26, PSČ 110 00, vymazány z obchodního rejstříku bez likvidace po právní moci usnesení o výmazu. 
Právním důvodem výmazu byl zánik důvodů pro zápis do obchodního rejstříku - jednalo se již o pouhý formální zápis subjektu ve formě národního podniku. Případná likvidace by byla zcela bezpředmětná.